# Gordonia ekmanii
Gordonia ekmanii là một loài thực vật có hoa trong họ Theaceae. Loài này được (Schmidt) H.Keng mô tả khoa học đầu tiên năm 1980.